# 林漢傑
林 漢傑（りん かんけつ、Lin Han Chieh、リン ハンチェ、1984年3月22日 - ）は、日本棋院所属の囲碁棋士。八段。台湾出身。林海峰名誉天元門下。妻は囲碁女流棋士の鈴木歩七段、娘が2人がいる。
実績に名人リーグ入り、竜星戦準優勝など。

## 来歴
幼少期を台湾で過ごす。5歳の時に父親に囲碁教室に連れていかれて囲碁を始め、半年後には子供大会で優勝した。6歳の時に父親の仕事の関係で大阪に移り住み、のちに関西棋院の院生になったが、その当時はプロになることなど考えてもいなかったという。その後10歳の時に台湾に帰国するが、囲碁の勉強環境の整った日本に改めて移住し、14歳の時に日本棋院の院生となる。2000年、16歳で入段し、同年に二段。2001年に三段。
2002年に四段、第27期棋聖戦では最終予選に進出。
2003年に五段、通算100勝達成。2005年に六段。
2008年、通算200勝達成。
2010年に七段、第36期名人戦でリーグ入りを果たす。
2011年、賞金ランキング第12位。
2012年第21期竜星戦で準優勝。決勝戦では井山裕太に敗れ、初のタイトル獲得はならなかった。
2014年、第62期王座戦挑戦者決定戦に進出し自身初の挑戦手合出場まであと1勝としたが、決勝戦で村川大介に敗れる。一方で、11月22日には妻の鈴木歩とのペアで日本棋院90周年記念の非公式棋戦「夫婦棋士囲碁トーナメント戦」で優勝した。
2016年8月、第41期棋聖戦Cリーグ4勝1敗でBリーグ昇格。
2018年7月、勝星規定により八段昇段。12月、非公式棋戦であるSGW杯中庸戦で優勝を飾る。
2019年11月、９年ぶりに名人戦リーグ復帰を決める。

## 人物
- ボルダリングなど、さまざまなスポーツをこなす[1]。
- 兄弟子の張栩には、院生時代から指導を受け、プロ入り後も長く研究会仲間になり、張栩から大きく影響を受けていると語っている。
- 2010年頃から眼鏡をかけている。
- 鈴木歩と初めて出会ったのは院生の頃だが、20歳を過ぎるまで互いを意識することはなかった[1]。研究会後の参加者での食事などで会話する機会があり、お互いに打ち解けたという[1]。2013年6月に結婚。2014年6月には長女、2017年5月には次女が誕生した。
- 柳時熏、林子淵らと「なんちゃってヨセ研究会」を行っていた[6]。

## 著書
- 美の有段詰碁100 上巻（日本棋院）
- 美の有段詰碁100 下巻（日本棋院）
- 古典詰碁の魅力（日本棋院）
- 古典詰碁の世界（日本棋院）